# Лоран Будуані
Лоран Будуані (фр. Laurent Boudouani; 29 грудня 1966) — французький професійний боксер, призер Олімпійських ігор, чемпіон світу за версією WBA (1996—1999) і чемпіон Європи за версією EBU (1992—1993, 1995—1996) у першій середній вазі.

## Аматорська кар'єра
На чемпіонаті світу 1986 програв в другому бою Кеннету Гулду (США).
На чемпіонаті Європи 1987 програв в першому бою Василю Шишову (СРСР).
На Олімпійських іграх 1988 завоював срібну медаль.
- В 1/32 фіналу переміг Імре Бачкаї (Угорщина) — 4-1
- В 1/16 фіналу переміг Даррена Оба (Австралія) — 5-0
- У чвертьфіналі переміг Сон Кен Суп (Південна Корея) — 3-2
- У півфіналі переміг Кеннета Гулда (США) — 4-1
- У фіналі програв Роберту Вангіла (Кенія) — KO 2

## Професіональна кар'єра
Після Олімпіади перейшов до професійного боксу і здобув п'ятнадцять перемог поспіль. У липні 1991 року зазнав першої поразки. Здобувши ще шість перемог, 29 листопада 1992 року в бою проти Жан-Клода Фонтани завоював титул чемпіона Європи за версією EBU у першій середній вазі. У третьому захисті титулу 5 жовтня 1993 року програв технічним нокаутом Бернару Раззано.
3 січня 1995 року в бою проти Хав'єра Кастильєхо (Іспанія) завоював вдруге титул чемпіона Європи за версією EBU. Провівши чотири переможних боя, два з яких були захистами проти Патрика Вунгбо (Бельгія) та реванш з Хав'єром Кастільєхо, 21 серпня 1996 року вийшов на бій проти чемпіона WBA в першій середній вазі Хуліо Сезар Васкеса (Аргентина) і переміг нокаутом в п'ятому раунді.
Впродовж 1996—1998 років провів шість переможних боїв. 29 березня 1997 року захистив титул в бою проти Карла Денієлса (США). 13 лютого 1998 року звів внічию бій з Гільєрмо Джонсом (Панама), але 30 травня 1998 року виграв матч-реванш за очками. 30 листопада 1998 року, у своєму четвертому захисті, переміг технічним нокаутом у дев'ятому раунді Террі Норріса (США). 6 березня 1999 року програв одностайним рішенням Девіду Ріду (США) і завершив кар'єру.